# Malabar Princess
Malabar Princess è un film del 2004 diretto da Gilles Legrand.

## Trama
Nella zona del Monte Bianco due ragazzi si mettono alla ricerca dei resti di un aereo, il Malabar Princess, che si schiantò su quelle cime il 3 novembre 1950.

## Distribuzione
Il film è uscito in Francia il 3 marzo 2004. In Italia è inedito.

## Accoglienza
Con un budget di 5,3 milioni di dollari, il film né ha incassati 11 milioni.